# Chapelle Saint-Barthélemy de Saint-Julien-de-Concelles
La chapelle Saint-Barthélemy est une chapelle catholique située à Saint-Julien-de-Concelles dans le département de la Loire-Atlantique, en France.

## Historique
La chapelle Saint-Barthélemy a été construite au XVe siècle sur des vestiges de bains gallo-romains. Elle est inscrite aux monuments historiques en 1925 (arrêté du 21 décembre).

## Photographies

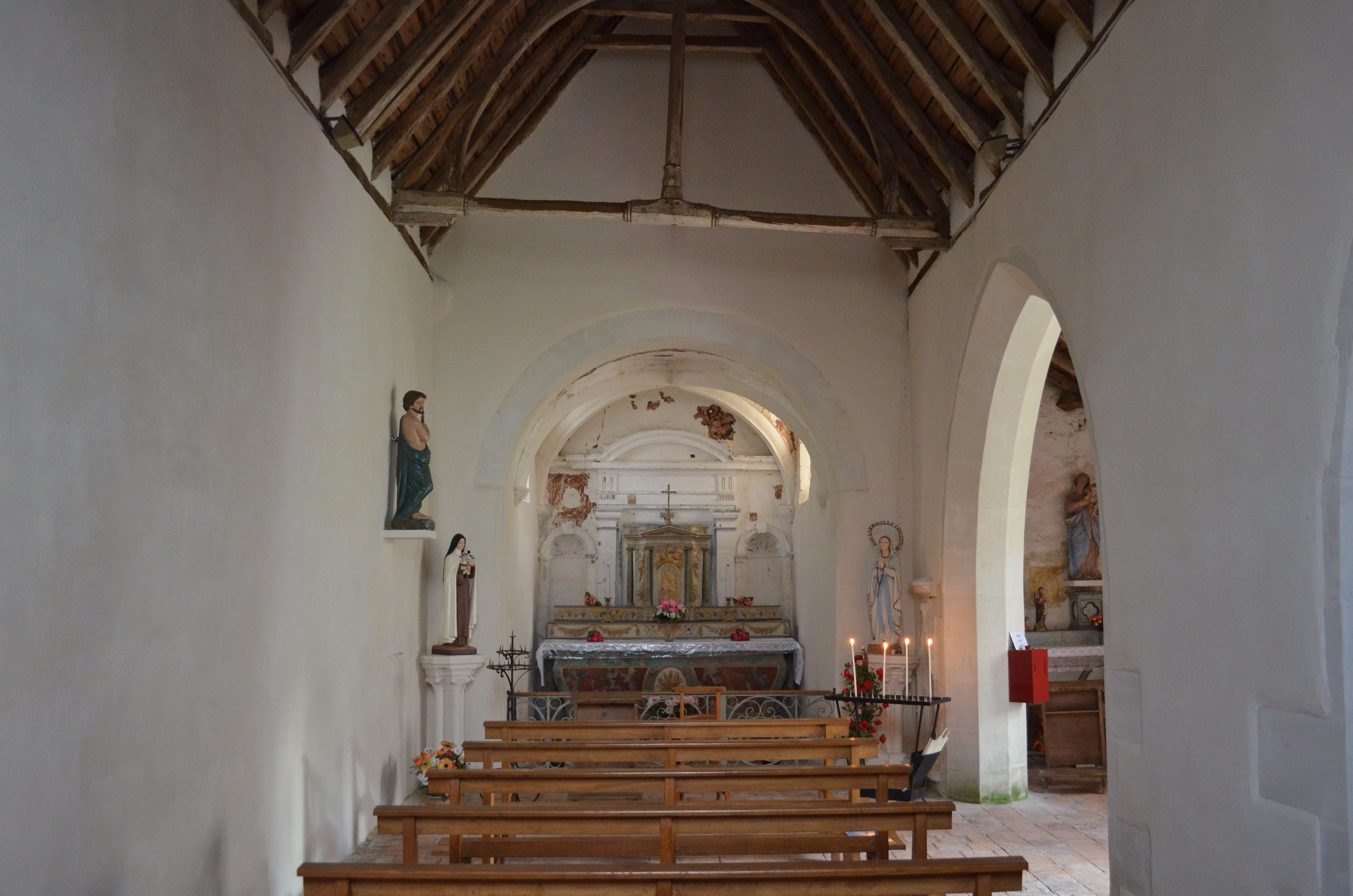
Chœur
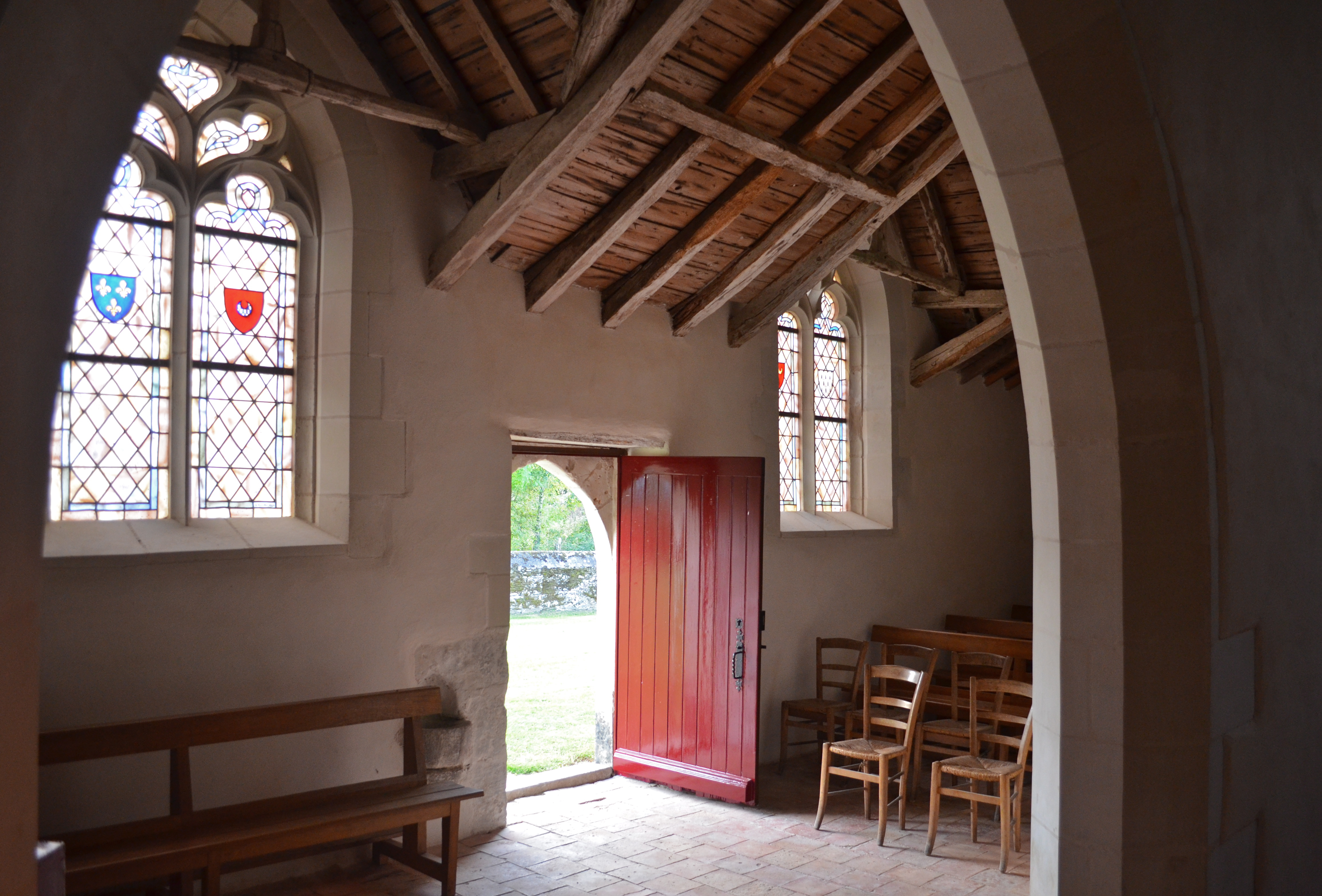
Transept
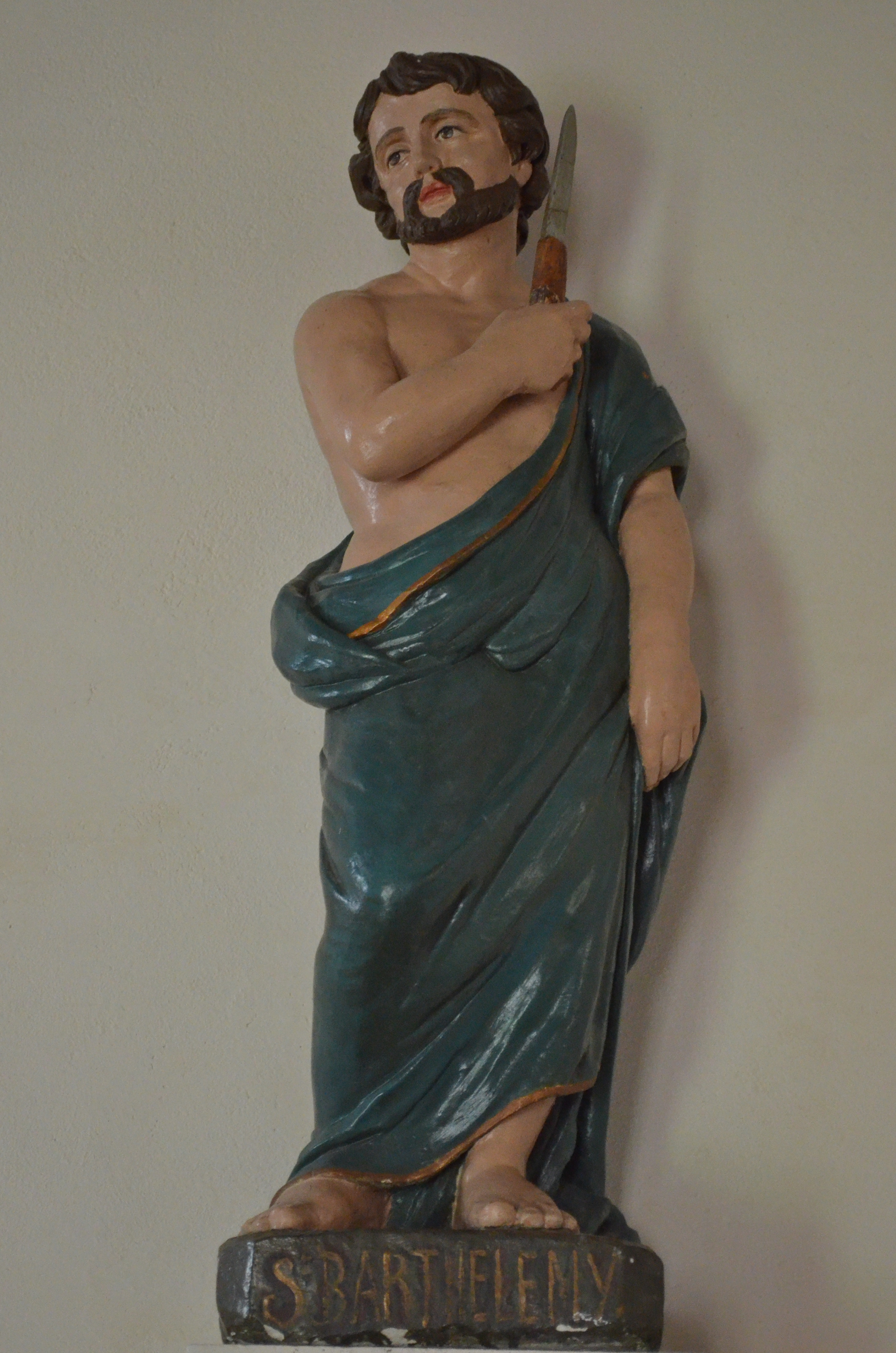
Statue de saint Barthelémy dans la chapelle
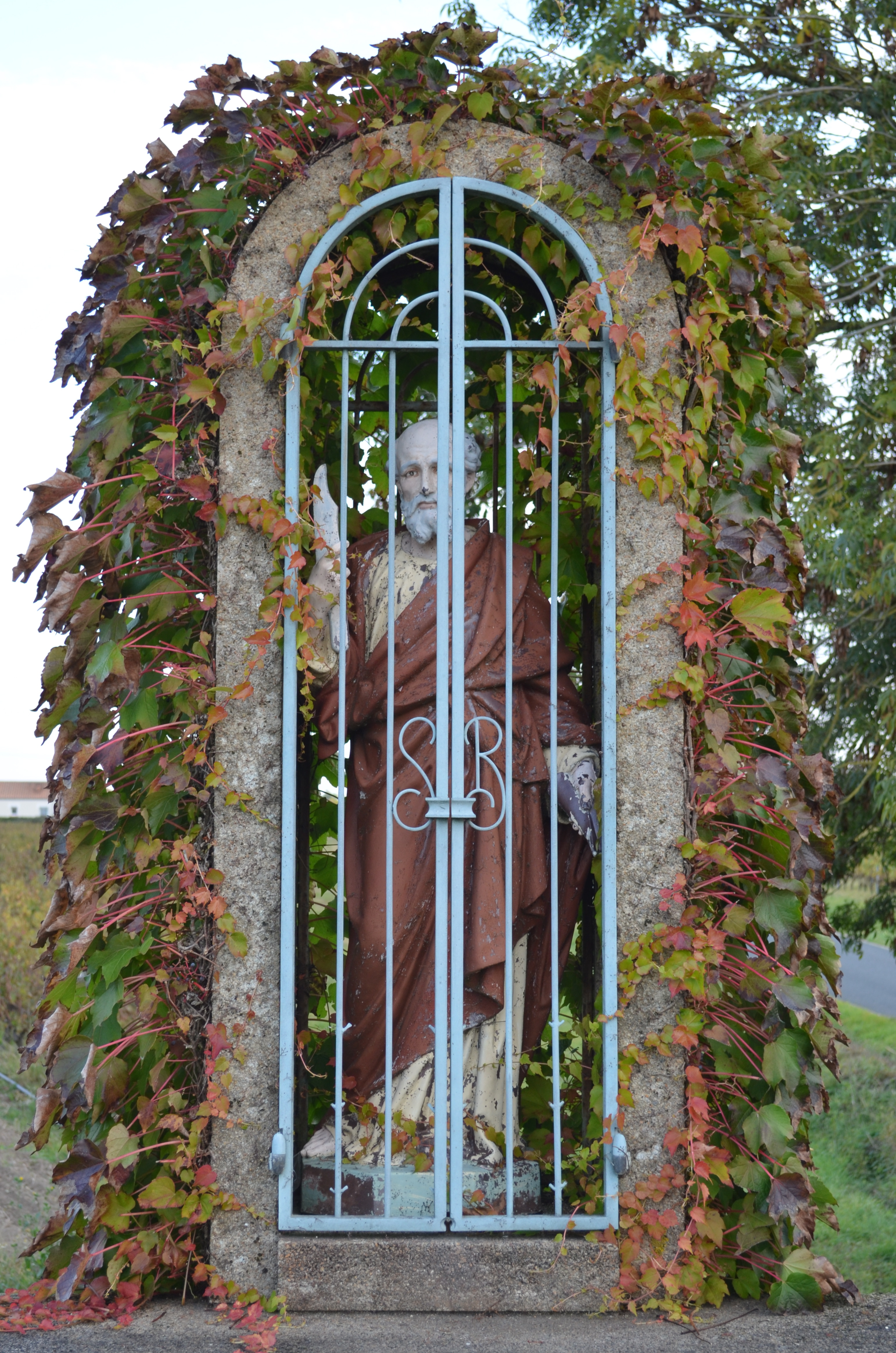
Statue de saint Barthelémy près de la chapelle
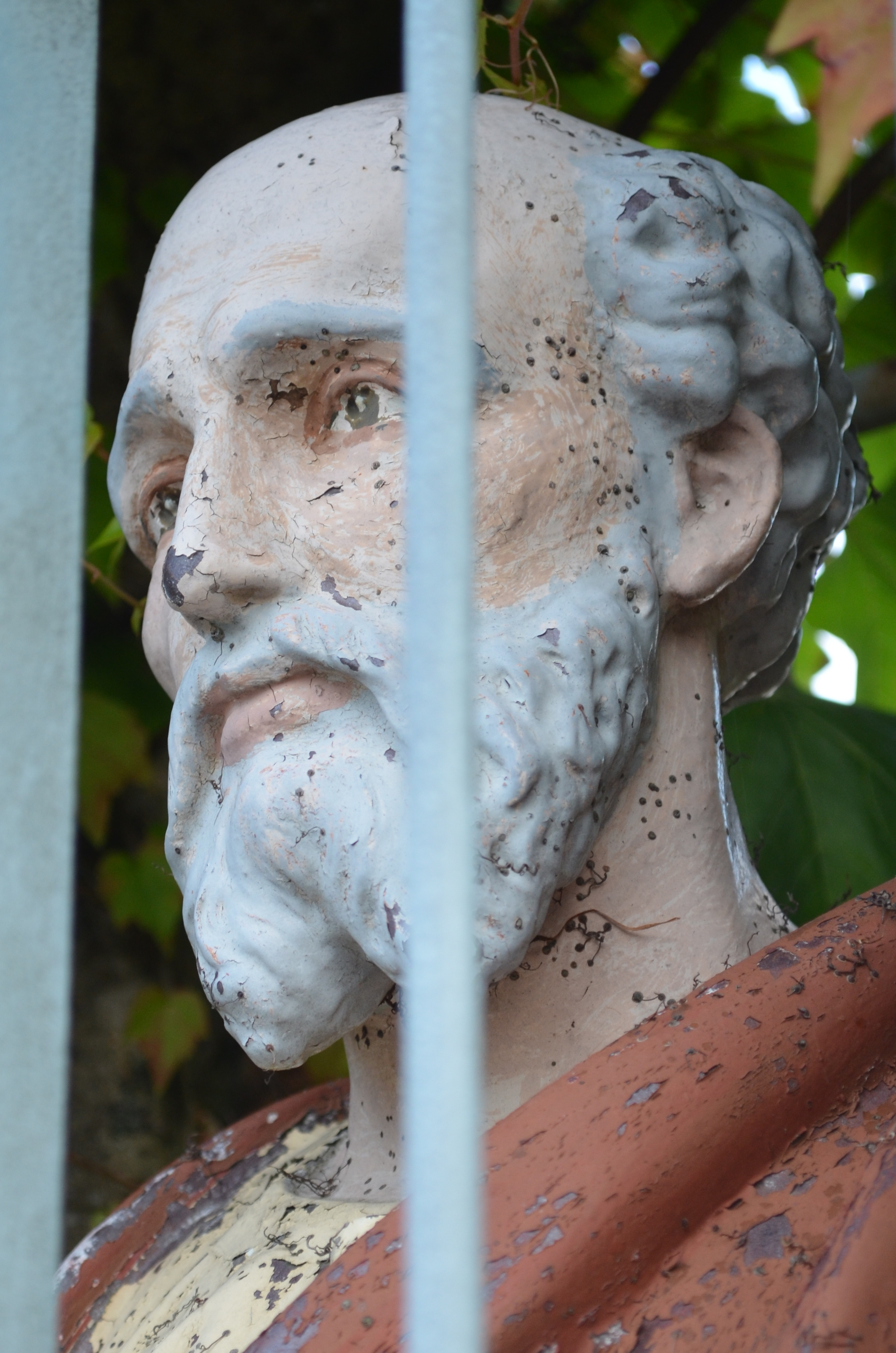
Détail
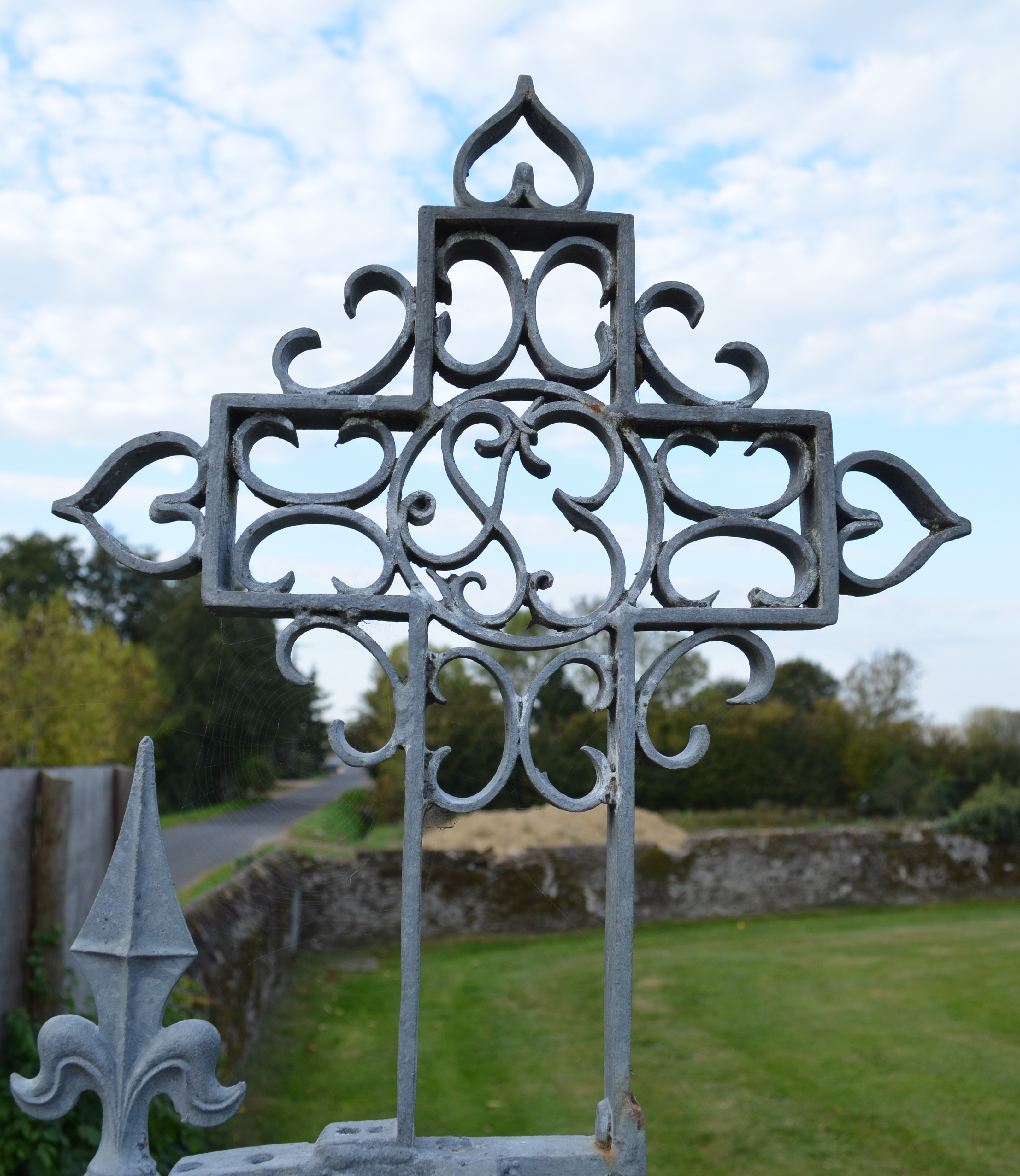
Croix du portail